# Julia Olson-Boseman
Julia Olson-Boseman (* New Hanover County, North Carolina) ist eine US-amerikanische Politikerin.

## Leben
Nach ihrer Schulzeit studierte sie Rechtswissenschaften an der University of North Carolina und an der North Carolina Central University. Nach ihrem Studium war Olson-Boseman als Rechtsanwältin tätig. Dazu wurde sie Mitglied der Demokratischen Partei.
2005 gelang ihr der Einzug als Senatorin in den Senat von North Carolina. Bei den Parlamentswahlen 2010 kandidierte sie nicht erneut. Julia Olson-Boseman lebt in Wilmington, North Carolina.